# Portezuelo (Chile)
Portezuelo ist eine Stadt und Gemeinde in der Provinz Itata in der Región de Ñuble in Chile. Bei der Volkszählung im Jahr 2017 hatte sie 4862 Einwohner. Die Gemeinde erstreckt sich über eine Fläche von 282,3 km².

## Geschichte
Die Besiedlung des heutigen Portezuelo begann in der zweiten Dekade des 18. Jahrhunderts. Gegründet wurde der Ort von Rodrigo Alejandro Martel de Durand als Estancia, das zunächst den Namen Portezuelo Durand trug.

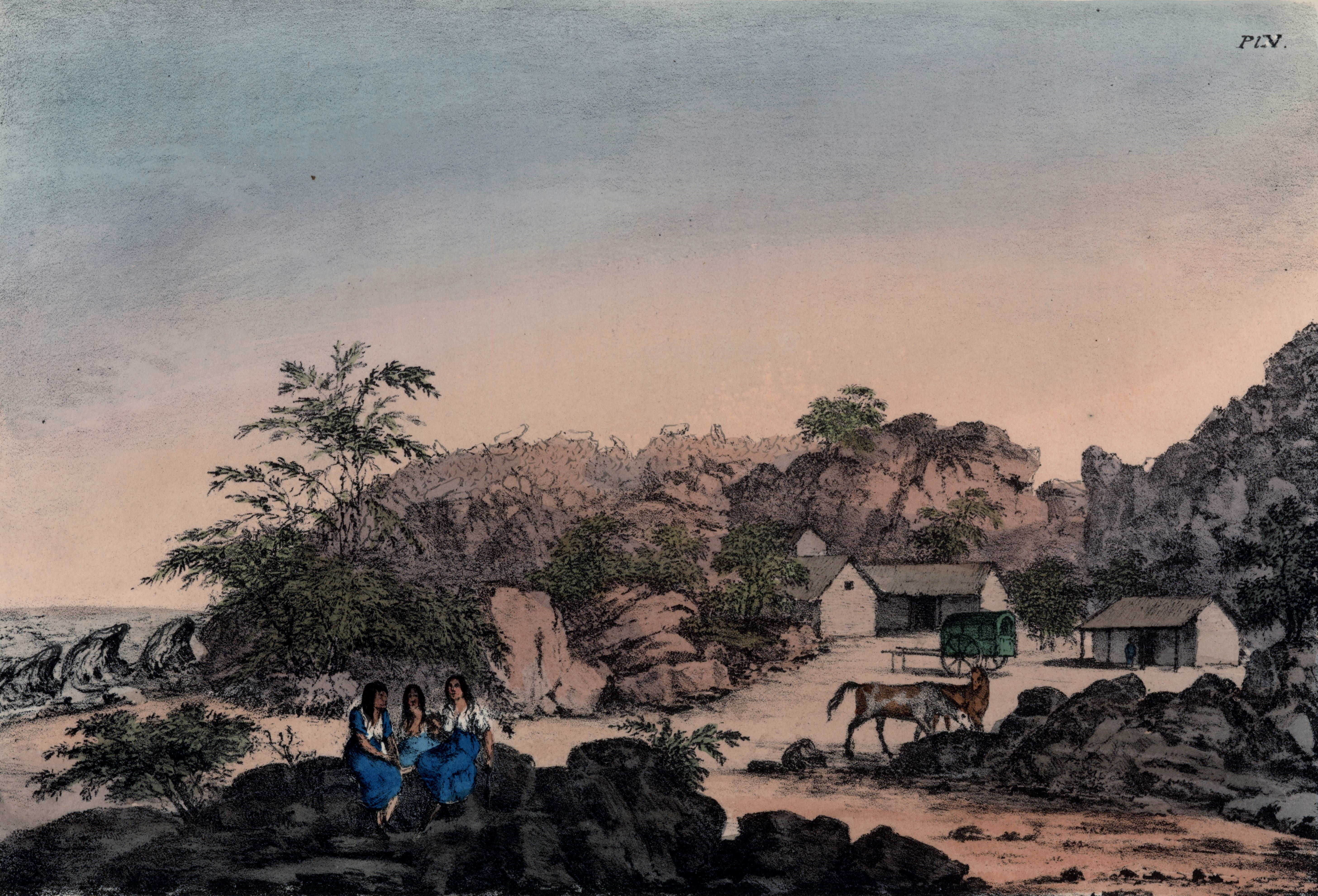
Portezuelo zu Beginn des 19. Jahrhunderts. Lithographie von Agostino Aglio für Peter Schmidtmeyers Buch Travels into Chile, over the Andes, in the years 1820 and 1821

Eine der frühesten bekannten Darstellungen des Dorfes findet sich im Reisebericht des britischen Entdeckers und Philanthropen Peter Schmidtmeyer aus dem Jahr 1824. In seinem Werk Travels into Chile, over the Andes, in the years 1820 and 1821 schildert er Eindrücke aus Chile, darunter auch aus Portezuelo.
Am 22. Dezember 1891 wurde im Zuge der geografischen Neugliederung der Gemeinden unter Präsident Jorge Montt Álvarez die Municipalidad von Portezuelo eingerichtet. Zu diesem Zeitpunkt umfasste sie die Subdelegationen Portezuelo und Treguaco.
Im Jahr 1926 wurde Portezuelo offiziell zur Gemeinde (Comuna) erhoben. Sie gehörte zum Departamento de Itata in der damaligen Provinz Maule und umfasste die früheren Subdelegationen „6. Treguaco“ und „7. Portezuelo“ innerhalb ihrer festgelegten Grenzen.
1973 wurde aus der bisherigen Gemeinde Portezuelo die neue Subdelegation Trehuaco herausgelöst, welche die Bezirke „6“ Trehuaco, „5“ Las Minas und „7“ Leuque umfasste. Damit wurde die Fläche der Gemeinde Portezuelo deutlich reduziert. Im Jahr 1974 entstand die VIII. Region Chiles, und ein Jahr später wurde diese in vier Provinzen unterteilt: Ñuble, Concepción, Arauco und Bío-Bío. 1979 wurde die Zugehörigkeit der Gemeinde Portezuelo zur Provinz Ñuble bestätigt. Die endgültige Festlegung ihrer kommunalen Grenzen erfolgte im Jahr 1989.

## Bevölkerung
Laut der Volkszählung des Nationalen Statistikinstituts von 2002 hatte Portezuelo 5470 Einwohnern (2825 Männer und 2645 Frauen). Davon lebten 1750 (32 %) in städtischen Gebieten und 3720 (68 %) auf dem Land. Die Bevölkerung sank zwischen den Volkszählungen von 1992 und 2002 um 8,4 % (500 Personen). Im Jahr 2017 zählte man 4862 Personen.

## Orte
In der Gemeinde Portezuelo befinden sich folgende Orte:
- Portezuelo	(Hauptort)
- Chudal
- Llahuén Bajo
- El Sauce
- Trancoyán
- Orilla Itata
- La Cancha